# Kim Petras
Kim Petras, född den 27 augusti 1992 i Köln, är en tysk sångare och låtskrivare. Hon skriver och framför elektronisk danspop och olika covers. Hon har fått internationell uppmärksamhet som är en av de yngsta personerna att genomgå könsbekräftande behandling.

## Biografi
2007 la Petras upp några videor på internet där hon sjöng olika sånger varefter hon upptäcktes av den tyska musikproducenten Fabian Görg. 
2018 släppte Kim Petras sin första EP, Turn Off The Light, Vol. 1., med halloweentema. EP:n blev sedan 2019 ett fullt album vid namn Turn Off The Light med 17 låtar, inklusive dem från hennes EP. 
2019 släppte hon sitt första studioalbum, Clarity.
2020 medverkade hon i League of Legends popgrupp K/DA med låten "VILLAIN".
2022 släppte hon EP:n Slut Pop, med 7 spår.
2023 släppte hon sitt album Feed the Beast med 14 spår